# Andrzej Walter

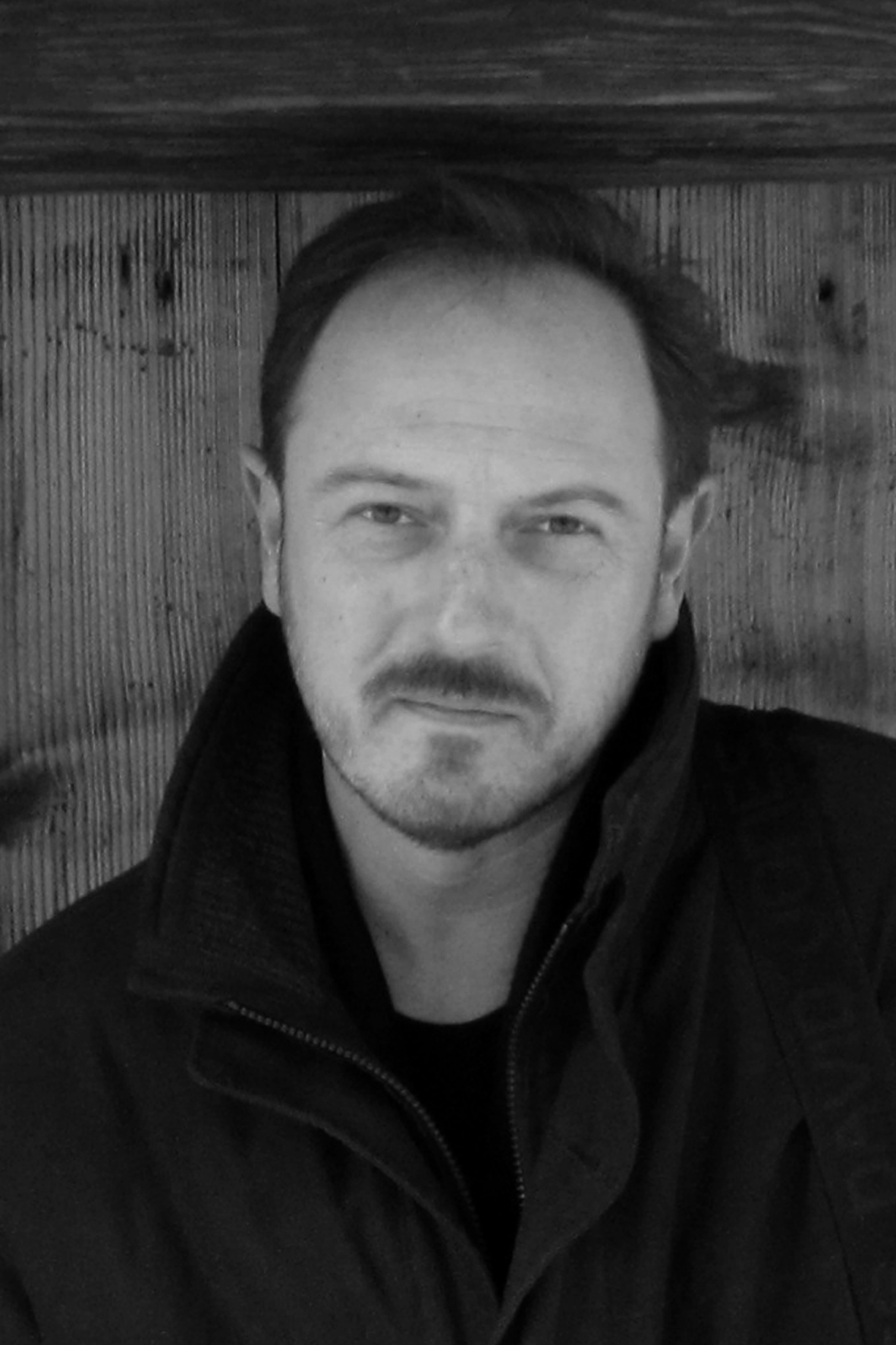
Andrzej Walter

Andrzej Walter (* 29. Dezember 1969 in Zabrze) ist ein polnischer Lyriker, Schriftsteller, Publizist, Literaturkritiker und Fotograf.

## Leben
Seine Eltern kamen aus Lemberg, aber er lebt seit seiner Geburt in Gleiwitz. Von 1984 bis 1988 besuchte er das dortige Gymnasium, absolvierte 1994 sein Studium an der Wirtschaftsuniversität Kattowitz, arbeitete in einer polnisch-amerikanischen Bank und betreibt mit seiner Frau Jadwiga Walter ein Steuerberaterbüro.

### Literarische Entwicklung
Andrzej Walter debütierte im Jahr 2000. Er ist Autor von sieben Gedichtbänden und literaturkritischen Publikationen. Seine Texte finden sich in verschiedenen Anthologien. Seit 2011 ist er Mitglied des polnischen Schriftstellerverbandes Związek Literatów Polskich in Krakau, ist dort Mitglied der Qualifizierungskommission und publiziert regelmäßig im Literaturportal „pisarze.pl“.
Über sein poetisches Schaffen schrieb 2007 die Krakauer Poetin Anna Kajtochowa: „Bei ihm ist die Sorge um die Form zu spüren: Durch die Auswahl künstlerischer Mittel wie kontrastierende Metaphern, transparente Kompositionen und dazugehörig die überzeugende Durchführung.“

### Fotografie
Andrzej Walter ist freiberuflicher Fotograf mit Qualitätsdiplom des New York Institute of Photography. 2001 erhielt beim Wettbewerb des Verlages „Serbin Communications“ den ersten Preis und gewann den Wettbewerb der Zeitschrift „Photographers Forum“ (USA). Darüber hinaus publizierte er einige Alben mit seiner Lyrik und Fotografie: Paryż (2003) und Miłość (2007), sowie Nastroje (2004) mit Gedichten von Jerzy Poradecki. Seine Werke sind im Kunstkatalog des B&W Magazine/USA gelistet.

## Werke

### Publikationen
- Miłość Wydawnictwo Fineko, 2007. ISBN 978-83-918621-1-7
- Tam gdzie zebrałem poziomki Towarzystwo Słowaków w Polsce, 2010. ISBN 978-83-7490-321-9
- Punkt rzeczy znalezionych Towarzystwo Słowaków w Polsce, 2011. ISBN 978-83-7490-414-8
- Śmierć bogów Towarzystwo Słowaków/Verein der Slowaken in Polen, 2012. ISBN 978-83-7490-470-4
- Pesel Wydawnictwo Pisarze.pl, 2013. ISBN 978-83-63143-13-8[5]
- Niepokój horyzontu. Wiersze wybrane 2002–2014 Wydawnictwo Adam Marszałek 2014. ISBN 978-83-8019-048-1
- Czas zbierania kamieni, Literaturkritiken, Agencja ATM, 2017. ISBN 978-83-87049-58-4
- Ciężar właściwy Wydawnictwo Adam Marszałek 2017. ISBN 978-83-8019-759-6

### Einzelausstellungen
- Santoryn – Gliwice (2002)
- Jest taka Europa – Dom Współpracy Polsko-Niemieckiej/Haus der deutsch-polnischen Zusammenarbeit Gliwice (2002)
- Barwne Impresje – Galeria ArtDekor  in Stavanger, Norwegen (2004)
- Nastroje – Buchmesse Krakau (2004)
- Salon Artystyczny Krakowa – Piwnica pod Baranami, Krakau (2004)
- Miłość – Warszawa, Wrocław, Gliwice, Rybnik, Katowice, Kielce (2007–2010)
- Zamyślenia – Galeria Perkoz in Gliwice (2010)
- Fotografie nieudane –  Gliwice, Rybnik (2014)
- Błękitno-biało – Gliwice, Katowice, Rybnik, Jastrzębie-Zdrój (2014–2017)
- Kolory Grecji –  Śrem, Rybnik (2017)
- Wszystkie drogi poetów prowadzą do Poznania – Poznań (2017)